# حادثه توتلینگن سوئیس‌ایر

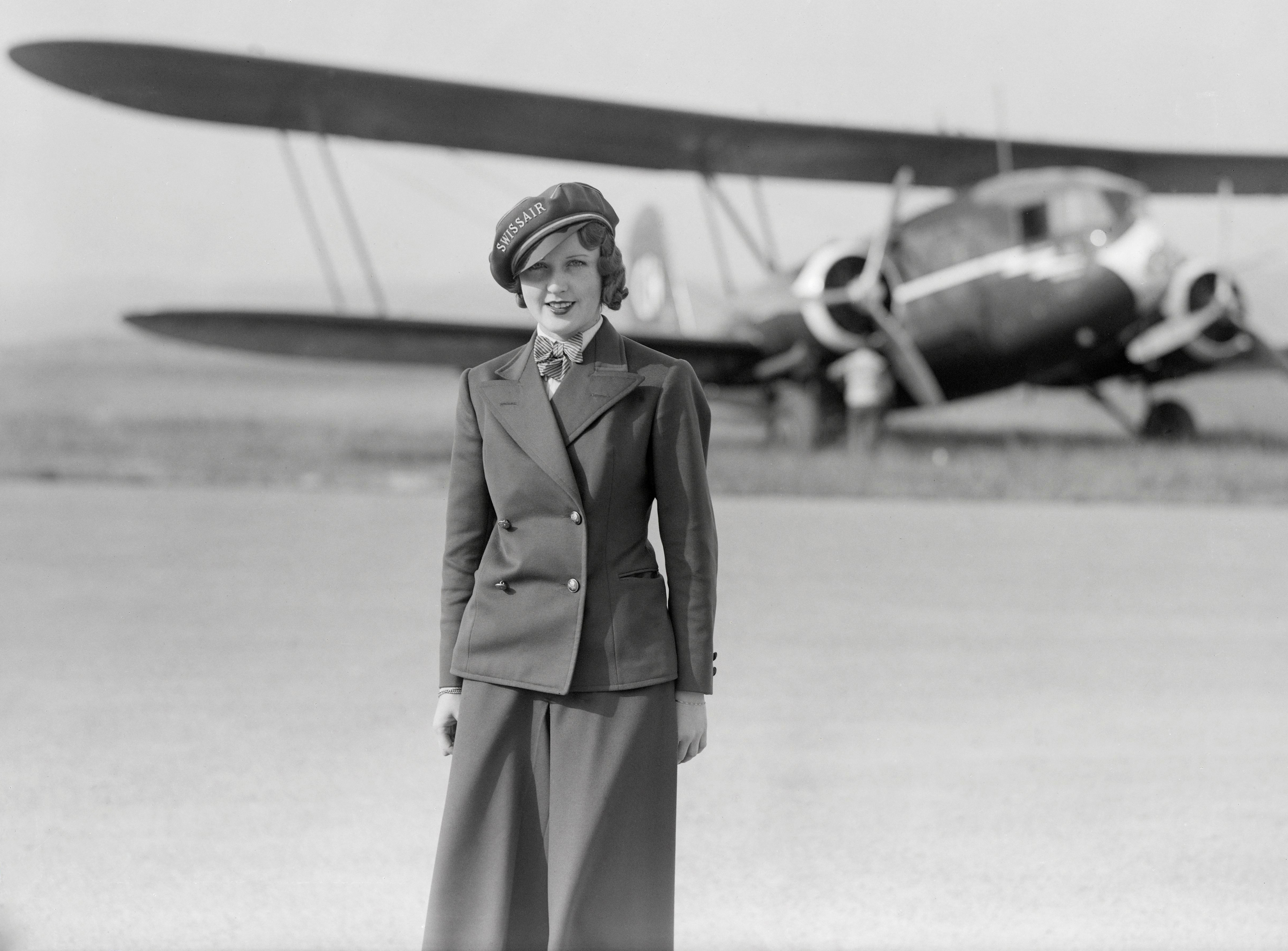
نلی دینر، نخستین مهماندار زن اروپایی، یکی از قربانیان حادثه سقوط هواپیمای کورتیس سوئیس‌ایر بود.

حادثه توتلینگن سوئیس‌ایر (انگلیسی: 1934 Swissair Tuttlingen accident) در ۲۷ ژوئیه ۱۹۳۴ رخ داد و طی آن هواپیمای کورتیس سوئیس‌ایر در نزدیکی توتلینگن آلمان و در اثر توفان تندری سقوط کرد و تمام ۱۲ سرنشین آن کشته شدند. این حادثه، بدترین حادثه هوایی سال ۱۹۳۴ و اولین حادثه هوایی هواپیمایی سوئیس از زمان تأسیسش در ۱۹۳۱ بود.